# ブライアン・オーサー
ブライアン・オーサー（英語: Brian Orser、1961年12月18日 - ）は、1980年代に活躍したカナダのフィギュアスケート選手（男子シングル）で現在はコーチ。1984年サラエボオリンピック銀メダリスト。1988年カルガリーオリンピック銀メダリスト。1987年世界選手権優勝。
当時男子では最高難度のジャンプだったトリプルアクセル（3回転半）を、美しく安定して跳ぶことが出来る数少ない選手であったため、「ミスター・トリプルアクセル」と呼ばれ称えられた。

## 経歴

### 選手時代
オンタリオ州ベルビルに生まれた。もともとアイスホッケーに興味を持っていたが、6歳のときにフィギュアスケートを始めた。1977年にカナダ選手権のノービスクラスで優勝し、1978年世界ジュニア選手権で4位となり、1979年カナダ選手権のジュニアクラスに出場してトリプルアクセルを成功させる。
1980 - 1981年シーズンからシニアクラスへ完全に転向し、1981年カナダ選手権で初優勝してカナダ男子シングルのエースとなり、1983年世界選手権で3位となり自身で初めてメダルを得る。
1984年サラエボオリンピックで、コンパルソリーフィギュアは7位、ショートプログラムは1位、フリースケーティングはオリンピック史上初めてトリプルアクセルを成功させて1位となり、総合で2位となる。カナダ男子シングル選手として、1932年レークプラシッドオリンピックのモントゴメリー・ウィルソン以来のメダルを得る。1985年にカナダ勲章を受章し、1988年にオフィサーへ昇進する。1985年と1986年の世界選手権はともに2位に終わるが、1987年世界選手権で初優勝した。
開会式でカナダ選手団の旗手を務めた1988年カルガリーオリンピックで、アメリカ代表のブライアン・ボイタノとの対決に注目が集まり、ともにファーストネームがブライアンであることから「ブライアン対決（Battle of the Brians ）」と称されたが、敗れて銀メダルを得る。オリンピック後は引退してプロフィギュアスケーターとして活動を始めた。

### 引退後
1989年にテレビ映画「氷上のカルメン (Carmen on Ice) 」で助演し、主演のカタリナ・ヴィット、ブライアン・ボイタノと共にエミー賞を受賞した。
1998年に元恋人から告訴され、同性愛者であることが暴露されて騒動となるが、当人も自身がゲイであると公表して周囲のスケーターや世間の理解を受け、パートナーの男性とともにトロントで暮らしている。
2000年頃から振付師として活動を始め、エルヴィス・ストイコ、ショーン・ソウヤー、本田武史、チェンジャン・リー、ジェニファー・ロビンソンなどのプログラム及び多数のアイスショーを手がけた。プロスケーターとして2007年にカナディアン・スターズ・オン・アイスで引退興行を行い、その後はコーチ業に専念している。
2006年よりコーチとしての活動を始める。
2009年3月、世界フィギュアスケート殿堂の一員となる。

### コーチ

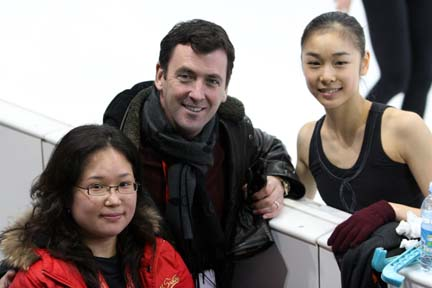
キム・ヨナ指導時代（2007年）

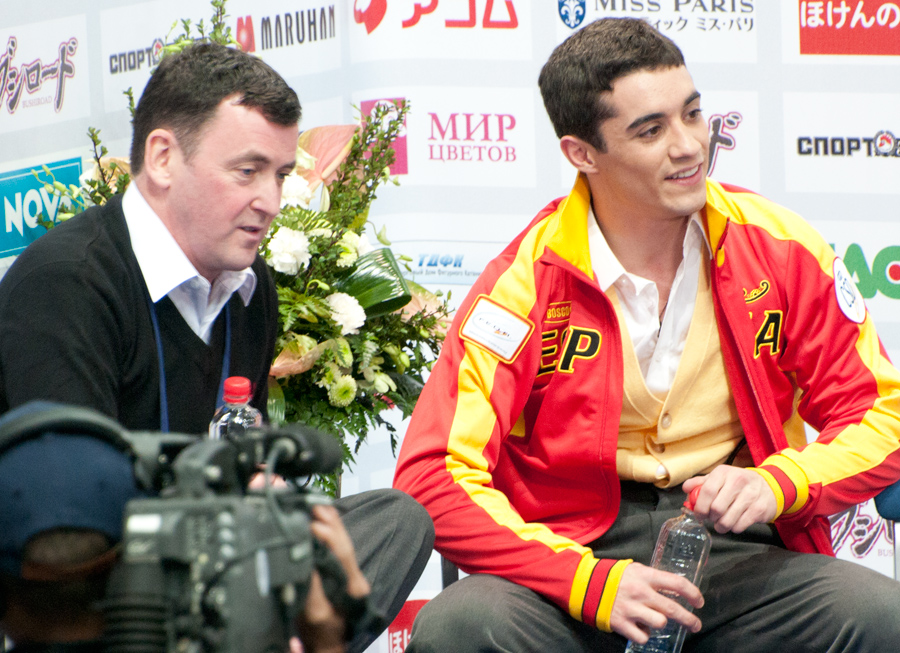
ハビエル・フェルナンデス指導時代（2011年）

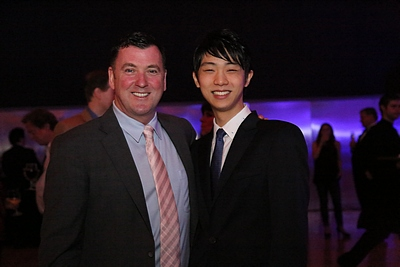
羽生結弦指導時代（2014年）

コーチとしてキム・ヨナを2009年世界選手権及び2010年バンクーバー五輪金メダリストに導いた。オファーを受けた当時は必ずしも指導者経験が豊富でなかったが、GOEの評価を重視した戦略が功を奏し、2009年3月の世界選手権と2010年バンクーバーオリンピックでキムを頂点に導いた。韓国ではキムとともにアイスショーのほかに自伝の出版やTVCMにも出演し、五輪後の2010年3月にソウル名誉市民となった。2010年8月に自身のマネージメント会社IMGを通じてキム側からコーチ契約を一方的に解除されたと発表するがキム側は否定し、互いに非難を応酬して関係解消した。その後は羽生結弦のコーチを務め、2014年ソチオリンピックと2018年平昌オリンピックでは羽生を2大会連続の金メダルに導いた。

#### 指導している主な選手
現在の教え子
- 西山真瑚
- チャ・ジュンファン
- ジェイソン・ブラウン
- ガブリエル・デールマン
- 紀平梨花[10]

過去の教え子
- 羽生結弦
- キム・ヨナ
- アダム・リッポン
- クリスティーナ・ガオ
- エリザヴェート・トゥルシンバエワ
- ナム・グエン
- ハビエル・フェルナンデス
- スティーブン・ゴゴレフ
- エフゲニア・メドベージェワ
- エカテリーナ・クラコワ

## 主な戦績
| 大会/年          | 76-77 | 77-78 | 78-79 | 79-80 | 80-81 | 81-82 | 82-83 | 83-84 | 84-85 | 85-86 | 86-87 | 87-88 |
| ---------------- | ----- | ----- | ----- | ----- | ----- | ----- | ----- | ----- | ----- | ----- | ----- | ----- |
| オリンピック     |       |       |       |       |       |       |       | 2     |       |       |       | 2     |
| 世界選手権       |       |       |       |       | 6     | 4     | 3     | 2     | 2     | 2     | 1     | 2     |
| 世界Jr.選手権    |       | 4     |       |       |       |       |       |       |       |       |       |       |
| カナダ選手権     | 1N    | 3J    | 1J    | 4     | 1     | 1     | 1     | 1     | 1     | 1     | 1     | 1     |
| スケートカナダ   |       |       |       |       | 6     | 2     | 2     | 1     | 1     |       |       | 1     |
| NHK杯            |       |       |       |       |       |       |       |       | 2     | 2     |       |       |
| ネーベルホルン杯 |       |       |       |       | 2     |       |       |       |       |       |       |       |
| ウィーン杯       |       |       |       |       | 1     |       |       |       |       |       |       |       |
| サンジェルヴェGP |       |       |       | 3     |       |       |       |       |       |       |       |       |
| ノヴァラート杯   |       |       |       |       |       |       |       |       |       |       | 1     |       |

## プログラム使用曲
| シーズン  | SP                                             | FS                                                             | EX                                                           |
| --------- | ---------------------------------------------- | -------------------------------------------------------------- | ------------------------------------------------------------ |
| 1987–1988 | シング・シング・シング 演奏:ベニー・グッドマン | バレエ音楽『ボルト』より 作曲:ドミートリイ・ショスタコーヴィチ | Story of my Life ハンガリー狂詩曲第2番 作曲:フランツ・リスト |

## 書籍
- チーム・ブライアン（講談社、2014年11月21日）